# Orlen Unipetrol Doprava

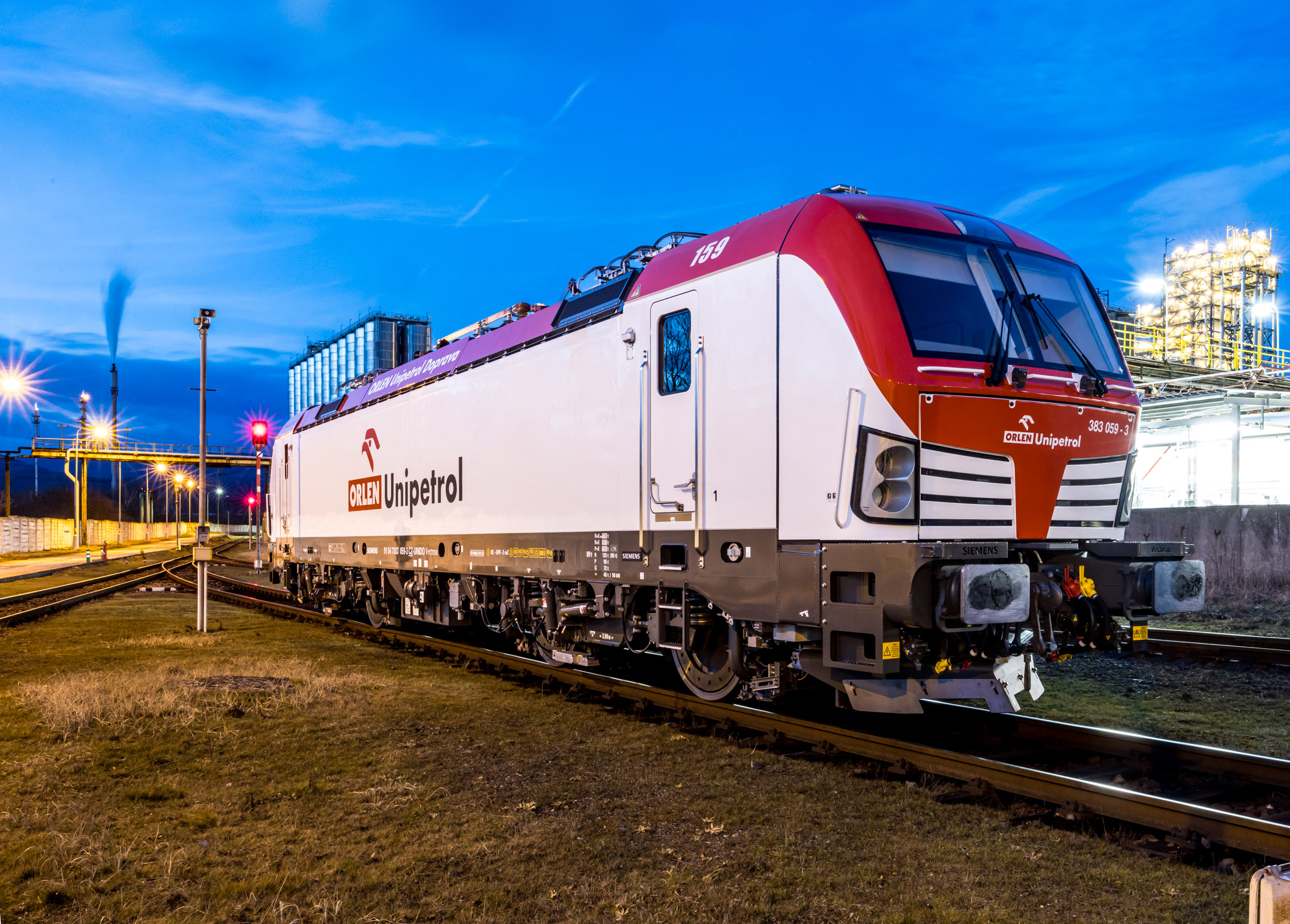
Lokomotiva řady 383 v barvách dopravce

ORLEN Unipetrol Doprava s.r.o. (VKM: UNIDO) je čtvrtý největší český železniční nákladní dopravce a realizuje také pronájmy železničních cisternových vozů. Dále provozuje pařicí a čisticí stanici cisteren a ve svých dílnách provádí opravy kolejových vozidel. Společnost vznikla v roce 1995, tehdejší název však byl CHEMOPETROL - DOPRAVA a.s. Původní název vystihuje vznik společnosti: jednalo se o vyčlenění železničního provozu na vlečce chemických závodů Chemopetrol v Litvínově.
Zpočátku se tedy firma zabývala pouze provozem na vlečce v Litvínově, ale v souvislosti se začleněním Chemopetrolu do skupiny Unipetrol začala firma postupně přebírat provoz další vleček chemických závodů v rámci této skupiny. Postupem času začala obsluhovat vlečky v Litvínově, Kralupech nad Vltavou, Neratovicích, Pardubicích, Semtíně a Kolíně. V roce 2003 se pak název firmy změnil na UNIPETROL DOPRAVA, a.s., v roce 2007 došlo ke změně právní formy na společnost s ručením omezením, v roce 2021 se název změnil na aktuální ORLEN Unipetrol Doprava s.r.o.

## Provoz na síti Správy železnic
V současnosti se Unipetrol Doprava kromě provozu vleček zabývá také nákladní železniční dopravou na tratích Správy železnic. Jedná se především o dopravu chemických produktů mezi jednotlivými podniky skupiny UNIPETROL, ale ve spolupráci se zahraničními dopravci provozuje i několik mezinárodních relací do všech okolních států.
Společnost si dlouhodobě (v letech 2007 až 2015) udržovala pozici třetího největšího dopravce v Česku (podle hrubých tunových kilometrů), v roce 2017 pak byla na čtvrtém místě s podílem 3,98 %. V roce 2023 už byl Orlen Unipetrol Doprava opět třetím největším dopravcem s podílem 5,10 %.

## Lokomotivní park
Základem lokomotivního parku pro traťovou službu byly - stejně jako u ostatních soukromých dopravců v ČR - lokomotivy řady 740, případně také 770 a 771. Lokomotivy řad 770 a 771 však firma odprodala a park traťových lokomotiv postupně rozšiřila o 8 lokomotiv řady 753.7.  Dopravce provozoval modernizované lokomotivy řady 121.
Ve vlečkových provozech této firmy nalezneme také stroje řady 740 nebo lokomotivy vzniklé jejich modernizací (řady 724.6,724.7 a 744.7). Dále pak lokomotivy řad 711 (přestavba řady 710) a 729.6. Na vlečce v Litvínově se pak můžeme setkat se dvěma kusy lokomotiv řady 717 (dieselhydraulické lokomotivy v nevýbušném provedení - typ DHG 700 C vyrobený lokomotivkou Thyssen Henschel v Kasselu) a jedním motorovým vozem řady 820, upraveným na dílenský vůz. V Kralupech nad Vltavou, na vlečce v Úžicích jsou provozovány ve dvoučlenném řízení lokomotivy 709.5.
V roce 2010 nechal dopravce modernizovat 6 kusů lokomotiv 740 na řadu 741.5.
V roce 2015 si Unipetrol Doprava zkušebně pronajal lokomotivu TRAXX D-Rpool 186.432.
Společnost Unipetrol Doprava koupila v dubnu 2017 tři modulární vícesystémové lokomotivy Vectron MS řady 383 od společnosti Siemens Mobility. V roce 2017 společnost dále zakoupila od CZ LOKO dvě lokomotivy typu EffiLiner 1600 označené řadou 753.6, konkrétně se jedná o stroje 753.606 a 753.607.

## Vlečky
Unipetrol Doprava je rovněž provozovatelem několika vleček - viz tabulka:
| Vlečka                              | Přípojová stanice          | Vlastník            |
| ----------------------------------- | -------------------------- | ------------------- |
| Kaučuk základní závod               | Chvatěruby                 | Synthos Kralupy     |
| Feralpi Kralupy nad Vltavou         | Chvatěruby                 | FERALPI-PRAHA       |
| PARAMO, a.s. Kolín I                | Kolín                      | Paramo              |
| PARAMO, a.s. Kolín II               | Kolín                      | Paramo              |
| ORLEN Unipetrol RPA s.r.o. Litvínov | Most nové nádraží          | ORLEN Unipetrol RPA |
| Spolana a.s. Neratovice             | Neratovice                 | Spolana             |
| Lachema Neratovice                  | Neratovice                 | Lach-Ner            |
| Paramo, a.s. Pardubice              | Pardubice hlavní nádraží   | Paramo              |
| LC Zelená louka                     | Pardubice hlavní nádraží   | D+D Park Pardubice  |
| Synthesia (+ Explosia)              | Pardubice-Rosice nad Labem | Synthesia           |
| Kaučuk SKP Úžice                    | Úžice                      | Synthos Kralupy     |
| AERO Odolena Voda                   | Úžice                      | Aero Vodochody      |